# Santo Estêvão (Bahia)
Santo Estêvão est une municipalité brésilienne de l'État de Bahia et la Microrégion de Feira de Santana.